# Entergy
Корпорація Entergy є інтегрованою енергетичною компанією зі списку Fortune 500, яка переважно займається виробництвом електроенергії та роздрібною торгівлею на півдні Сполучених Штатів . Штаб-квартира Entergy розташована в Новому Орлеані, штат Луїзіана,  і виробляє та розподіляє електроенергію 3 мільйонам клієнтів в Арканзасі, Луїзіані, Міссісіпі та Техасі. Річний дохід компанії Entergy становить 11 мільярдів доларів, а в компанії працює понад 13 000 співробітників.

## Історія
Entergy веде свою історію з 13 листопада 1913 року, коли було створено Arkansas Power Company. Засновник Гарві К. Коуч використовував тирсу з лісопромислової компанії, щоб забезпечити електроенергією сільські райони Арканзасу. У 1920-х роках Кауч націлився на покупку електричних компаній в інших штатах. У 1923 році він об'єднав чотири незалежні компанії в Міссісіпі в Mississippi Power and Light. Через два роки він створив компанію Louisiana Power and Light, щоб забезпечувати споживачів електроенергією в Міссісіпі з родовищ природного газу на півночі Луїзіани. 

## Скандал із газовим заводом у Новому Орлеані
У травні 2018 року компанія Entergy New Orleans була втягнута в скандал навколо її суперечливої пропозиції щодо газової електростанції у східному Новому Орлеані. Субпідрядник Entergy використовував Crowds on Demand, щоб штучно лобіювати підтримку газового заводу в раді. Міська рада Нового Орлеана оштрафувала Entergy New Orleans на 5 мільйонів доларів за цей скандал із платними акторами.